# Tuvia
Genre
Tuvia est un genre de collemboles de la famille des Isotomidae.

## Systématique
Le genre Tuvia a été créé en 1962 par le zoologiste et écologiste letton Andris Grīnbergs (d) (1916-2008) avec pour espèce type Tuvia prima.

## Distribution
Les espèces de ce genre se rencontrent en Asie.

## Liste des espèces
Selon Checklist of the Collembola of the World (version du 1er septembre 2019) :
- Tuvia chinensis Chen & Yin, 1983
- Tuvia prima Grinbergs, 1962 -  espèce type

## Étymologie
Le nom générique, Tuvia, fait référence à la république socialiste soviétique autonome de Touva, où se trouve la localité type de l'espèce type, Tuvia prima.

## Publication originale
- (de) A. Grīnbergs, « Über Die Collembolenfauna (Collembola) der Sowjetunion. II. Neue Collembolen aus der Tuvischen ASSR », Latvijas entomologs, vol. 5,‎ 1962, p. 59-67 (ISSN 0320-3743).